# ماري سورات
ماري إليزابيث جينكينز سورات (1820 أو مايو 1823-7 يوليو 1865) كانت مالكة نزل داخلي أمريكي في واشنطن العاصمة، وقد أدينت بالمشاركة في المؤامرة التي أدت إلى اغتيال رئيس الولايات المتحدة أبراهام لينكولن في عام 1865. وقد حكم عليها بالإعدام وشُنقت، وأصبحت أول امرأة تُعدم من قبل الحكومة الفيدرالية الأمريكية. أصرت ماري على براءتها حتى وفاتها، وما زالت القضية المرفوعة ضدها مثيرة للجدل. وكانت سورات والدة جون سورات، الذي حوكم لاحقًا، ولكن بسبب التقادم، لم يُدن.
ولدت سورات في ماريلند في عشرينيات القرن التاسع عشر، واعتنقت الكاثوليكية في سن مبكرة وظلت تمارس تعاليم الكاثوليكية لبقية حياتها. تزوجت بجون هاريسون سورات عام 1840 وأنجبت ثلاثة أطفال. امتلك جون حانة ونزلًا وفندقًا. كانت عائلة سورات متعاطفة مع الولايات الكونفدرالية الأمريكية وغالبًا ما استضافوا زملاءهم المتعاطفين مع الكونفدرالية في الحانة الخاصة بهم.
عند وفاة زوجها في عام 1862، كان على سورات إدارة ممتلكاته. تعبت من القيام بذلك دون مساعدة، انتقلت سورات إلى منزلها في واشنطن العاصمة، والذي أدارته بعد ذلك كنزل داخلي. هناك، تعرفت على جون ويلكس بوث. زار بوث النزل عدة مرات، مثلما زاره جورج أتزيريدت ولويس باول، المتآمران مع بوث في اغتيال لينكولن. قبل وقت قصير من قتل لينكولن، تحدث بوث مع سورات وسلمها طردًا يحتوي منظارًا لأحد النزلاء، جون إم. لويد.
بعد اغتيال لينكولن، جرى القبض على سورات، ثم حوكمت أمام محكمة عسكرية في الشهر التالي مع المتآمرين الآخرين. وقد أدينت في المقام الأول بسبب شهادة لويد، الذي قال إنها أخبرته أن يجهز «أدوات إطلاق النار»، ولويس جيه فايكمان، الذي أدلى بشهادته حول علاقة سورات بجون. طلب خمسة من القضاة التسعة في محاكمتها من الرئيس أندرو جونسون منح الرأفة لسورات بسبب سنها وجنسها. لكن لم يمنحها، على الرغم من اختلاف الروايات حول ما إذا كان قد تلقى طلب الرأفة أم لا. وشنقت سورات في 7 يوليو عام 1865، ودُفنت لاحقًا في مقبرة ماونت أوليفت.

## حياتها المبكرة
ولدت ماري إليزابيث جينكينز (اسم المعمودية ماريا يوجينيا) لأرشيبالد وإليزابيث آن (لقبها قبل الزواج ويبستر) جينكينز في مزرعة للتبغ بالقرب من مدينة واترلو جنوب ماريلند (المعروفة الآن باسم كلينتون). وتختلف المصادر حول ما إذا كانت ولدت عام 1820 أو عام 1823. وهناك خلاف بشأن الشهر أيضًا، لكن معظم المصادر تقول مايو.
لديها شقيقان: جون جينكينز المولود عام 1822، وجيمس جينكينز المولود عام 1825. توفي والدها في خريف عام 1825 عندما كانت ماري تبلغ من العمر سنتين أو خمس سنوات، ثم ورثت والدة ماري ممتلكاتهم (كانت في الأصل جزءًا من ملكية كرم سيادته).
على الرغم من أن والدها كان بروتستانتيًا غير طائفي ووالدتها تابعة للكنيسة الأسقفية الأمريكية، كانت سورات مسجلة في مدرسة داخلية خاصة للفتيات من الروم الكاثوليك، وهي أكاديمية الشابات في ألكسندريا، فيرجينيا، في 25 نوفمبر عام 1835. كانت خالة ماري، سارة لاثام ويبستر، كاثوليكية، وقد يكون لذلك أثر في قرار إرسالها لتلك المدرسة. وفي غضون عامين، اعتنقت ماري الكاثوليكية الرومانية واعتمدت اسم المعمودية ماريا يوجينيا. مكثت في أكاديمية الشابات لمدة أربع سنوات، وغادرتها في عام 1839، عندما أغلقت المدرسة. وظلت كاثوليكية ملتزمة لبقية حياتها.

## حياتها الزوجية
قابلت ماري جينكينز جون هاريسون سورات في عام 1839، عندما كان عمرها 16 أو 19 عامًا وكان يبلغ من العمر 26 عامًا. استقرت عائلته في ولاية ماريلند في أواخر القرن السابع عشر. وكان يتيمًا، تبناه ريتشارد وسارة نيل من واشنطن العاصمة، وهما زوجان ثريان كانا يمتلكان مزرعة. قسمت أسرة نيل مزرعتها على أطفالهم، ورث سورات جزءًا منها. وصفت المؤرخة كيت كليفورد لارسون خلفيته بأنها «جدلية». وقد أنجب طفلًا واحدًا على الأقل خارج إطار الزواج. تزوج بماري في أغسطس عام 1840. اعتنق جون الكاثوليكية الرومانية قبل الزواج، وربما تزوجا في كنيسة كاثوليكية في واشنطن العاصمة، اشترى جون طاحونة في أوكسون هيل، ماريلند، وانتقل الزوجان إلى هناك. أنجبت عائلة سورات ثلاثة أطفال خلال السنوات القليلة التالية: إسحاق (من مواليد 2 يونيو 1841) وإليزابيث سوزانا (الملقبة «آنا»، ولدت في 1 يناير 1843) وجون جونيور (من مواليد أبريل 1844).
في عام 1843، اشترى جون سورات من والده بالتبني 236 فدانًا (96 هكتارًا) من الأرض الممتدة على حدود العاصمة ماريلاند، قطعة أرض تسمى «فوكسهول» (تقريبًا في المنطقة الواقعة بين طريق ويلر رود وأوينز رود اليوم). توفي ريتشارد نيل في سبتمبر عام 1843، وبعد شهر اشترى جون 119 فدانًا (48 هكتارًا) من الأرض المجاورة لفوكسهول. وعاد جون وماري سورات وأطفالهما إلى منزل طفولة جون في مقاطعة كولومبيا في عام 1845 لمساعدة والدة جون في إدارة مزرعة نيل. لكن سارة نيل مرضت وتوفيت في أغسطس عام 1845، قبل وفاتها بفترة وجيزة سلمت ما تبقى من مزرعة نيل لجون. شاركت ماري سورات في جمع الأموال لبناء كنيسة القديس إغناطيوس في أوكسون هيل (شُيدت في عام 1850)، ولكن جون كان غير راضٍ عن الأنشطة الدينية لزوجته. وساء سلوكه خلال السنوات القليلة التالية. شرب جون بكثافة، وغالبًا ما فشل في سداد ديونه، وكان مزاجه متقلبًا وعنيفًا بشكل متزايد.
في عام 1851، احترق منزل مزرعة نيل بالكامل (يُشتبه بإشعال أحد العبيد الهاربين النيران). وجد جون عملًا في سكة حديد أورانج وألكسندريا. انتقلت ماري مع أطفالها إلى منزل ابن عمها، توماس جينكينز، بالقرب من كلينتون. وفي غضون عام، اشترى جون 200 فدان (81 هكتارًا) من الأراضي الزراعية بالقرب مما يعرف الآن باسم كلينتون، وبحلول عام 1853، بنى حانةً ونزلًا هناك. رفضت ماري في البداية الانتقال مع أطفالها إلى المسكن الجديد. واستقرت في مزرعة نيل القديمة، لكن جون باع مزرعة نيل وفوكسهول في مايو عام 1853 لسداد الديون، واضطرت للعودة والعيش معه في ديسمبر.
في 6 ديسمبر 1853، اشترى جون سورات منزلًا ريفيًا في 541 إتش ستريت في واشنطن العاصمة بالمال الذي جناه من الحانة وبيع ممتلكاته الأخرى، وبدأ تأجيره للنزلاء. في عام 1854، بنى جون فندقًا كإضافة إلى الحانة الخاصة به وأطلق عليها اسم فندق سورات.
سُميت المنطقة المحيطة بالحانة رسميًا باسم سوراتسفيل في نفس العام. كان المسافرون يأخذون طريق برانش (الآن جادة برانش) شمالًا إلى واشنطن العاصمة؛ وطريق بيسكاتواي جنوب غرب بيسكاتواي؛ أو طريق ووديارد شمال شرق أبر مارلبورو. وعلى الرغم من أن سوراتسفيل كانت مفترق طرق معروفًا، لم يكن المكان كبيرًا: فقط الحانة، ومكتب بريد (داخل الحانة)، ومصهر، وعشرات المنازل أو نحو ذلك (بعضها أكواخ خشبية). كان جون سورات أول مدير مكتب للبريد في القرية الصغيرة.
وسع جون ممتلكات عائلته عن طريق بيع الأراضي، وسداد الديون، وبدء أعمال تجارية جديدة. على مدى السنوات القليلة التالية، استحوذ سورات على بيت مركب أو بناه، ومخزن للذرة، ومتجر عام، ومخزن للحبوب، وطاحونة، وإسطبل، وبيت معالجة التبغ، ومتجر عجلات. كان لدى الأسرة ما يكفي من المال لإرسال الأطفال الثلاثة إلى مدارس داخلية كاثوليكية قريبة. التحق إسحاق وجون جونيور بالمدرسة في سانت توماس مانور، وسجلت آنا في أكاديمية السيدات الشابات (مدرسة ماري الأم). ومع ذلك، استمرت ديون الأسرة بالارتفاع، وتفاقم شرب جون الأب. باع جون 120 فدانًا أخرى (49 هكتارًا) من الأرض عام 1856 لسداد الديون. وبحلول عام 1857، باع سورات جميع ممتلكات العائلة الممتدة سابقًا باستثناء 600 فدان (240 هكتارًا) (والتي كانت تمثل نحو نصف 1200 فدان (4.9 كم 2) التي كان يملكها في الأصل). وباع معظم عبيد الأسرة أيضًا لسداد الديون. ومع ذلك، ساء إدمانه على الكحول. في عام 1858، كتبت ماري رسالة إلى كاهنها المحلي، تخبره أن سورات يبقى مخمورًا كل يوم. في عام 1860، أغلقت مدرسة سانت توماس مانور، ووجد إسحاق عملًا في بالتيمور، ماريلاند. باعت عائلة سورات 100 فدان أخرى (40 هكتارًا) من الأرض، ما مكن آنا من البقاء في أكاديمية السيدات الشابات وجون جونيور أن يسجل في كلية سانت تشارلز، ماريلاند (مدرسة دينية كاثوليكية ومدرسة داخلية في إليكوت ميلز). اقترض الزوجان أيضًا أموالًا في نفس العام مقابل منزلهما في واشنطن العاصمة، وفي وقت ما استخدما العقار كضمان لقرض قيمته 1000 دولار.